# Czeresz
Czeresz (ukr. Череш, rum. Cireș, niem. Cziresz) – wieś na Ukrainie, w obwodzie czerniowieckim, w rejonie storożynieckim.
We wsi działa parafia rzymskokatolicka pw. św. App. Piotra i Pawła